# 외교

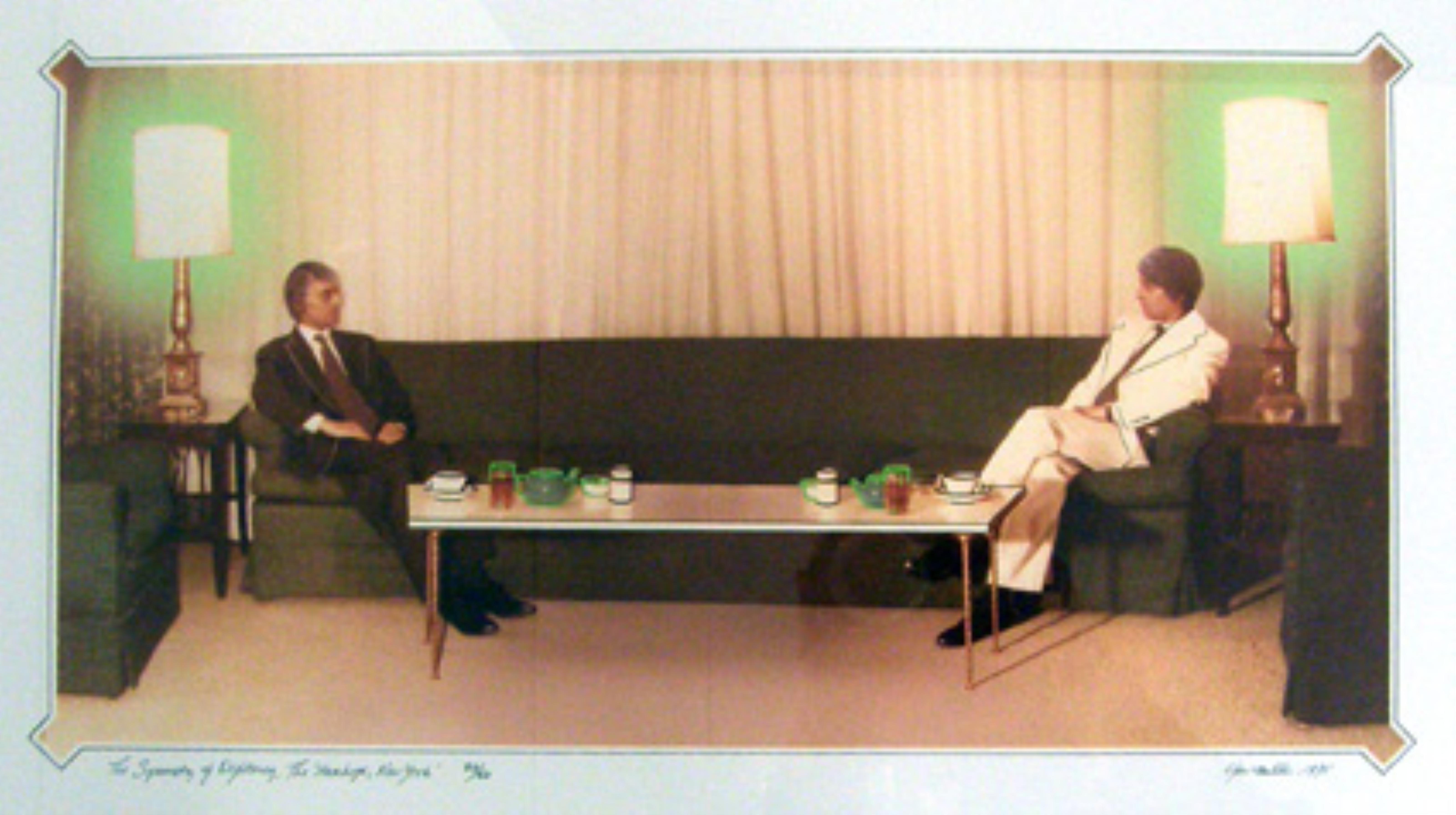
거베 네크 이크, 외교 대칭, 1975, 그로니져 박물관.

외교(外交, 영어: diplomacy)는 일반적으로 한 나라가 외국과 교섭하는 경우의 기술 또는 활동을 말한다. 그 나라의 정책에 따라서 일국의 원수·외무부 장관·외교 사절 등이 자국의 목적·이익을 달성하기 위하여 외국의 특정한 대표자와 회담하고 또한 여러 가지 수단을 써서 활동하는 것이다. 국가적 이익이란 그 국가의 자유·독립과 안전을 유지하는 것이며, 이것이 외교 정책의 제1의적 임무이다.
현대에 들어서 외교는 단순한 개인적 '기술'만이 아니라 한 나라나 국가 연합의 총력·정치력·무력·경제·금융력·문화 선전력 등의 총체로서 행한다.

## 종류
외교는 다양한 형태로 존재하고 있으며, 이는 외교의 목적, 행위, 그리고 행위자에 따라서 다르게 나타난다.

### 이중외교
이중외교(二重外交)는 국내에 서로 대립하는 유력한 두 개의 세력이 서로 상이한 대외정책을 취하는 경우를 말한다. 예컨대 바이마르 시대의 독일정부의 대유럽 협조와 군부의 대소제휴의 경우이다. 또 외교상의 현실정책에 대해서 말하는 경우도 있다. 비스마르크의 이중보장조약이다. 시베리아 출병으로 일본군이 연합국과의 협약을 파기하고 대량출병·단독행동을 행한 것 등은 그 좋은 예이다.

### 연약외교
연약외교(軟弱外交)는 대국의 완력에 굴종하는 외교이며, 주로 소국 또는 중견국이 독립적인 주장이나 원칙이 없이 외국의 눈치를 살피며 하는 외교이다.

### 유화외교
특정 국가와의 갈등을 회피하거나 완화하기 위해 그 국가의 요구를 일정 부분 수용하거나 타협하는 외교적 전략을 의미한다.

### 문화외교
한 국가가 자국의 문화, 예술, 전통, 언어 등을 국제적으로 교류하고 홍보함으로써 다른 나라와의 관계를 개선하고 국가 이미지를 제고하는 외교를 의미한다.

### 과학외교
국가 및 국가들이 다자주의에 기반하여 과학 프로젝트 및 계획을 공동으로 실행 및 관리하는 외교를 말한다.

### 조용한 외교
조용한 외교는 매우 조심스러운 접근법을 취하는 외교로서, 상대국과의 교섭에 있어서 비밀스러운 협상을 통해서 목적을 달성하는 외교이다.

### 인질외교
국가 또는 준국가가 특정 국가의 인사 및 국민을 인질로 잡고 외교적 목표를 달성하는 외교를 의미한다.

### 예방외교
국가 간 또는 지역 내 갈등이 확대되거나 폭력적인 충돌로 이어지기 전에 이를 사전에 방지하기 위해 중재 및 교섭을 하는 외교를 의미한다.

### 핵외교
핵확산과 핵전쟁을 관리하는 외교를 의미하며, 핵안보정상회의가 대표적 예시이다.

### 경제외교
경제정책을 활용하여 외교적 목표를 달성하는 외교를 의미한다.

## 같이 보기
- 외교 정책
- 문화 외교(영어판)
- 스마트 파워
  - 하드 파워
  - 소프트 파워
- 한류 (문화)
- 프리랜스 외교(영어판)
- 외교관